# Equus occidentalis
Equus occidentalis és una espècie extinta de mamífer perissodàctil de la família dels èquids que visqué a Nord-amèrica durant l'estatge faunístic Ranxolabreà (Plistocè superior), fa entre 10.000 i 240.000 anys. Se n'han trobat restes fòssils als Estats Units (Arizona, Califòrnia, Nevada, Nou Mèxic i Oregon) i Mèxic (Baixa Califòrnia i Sonora). Fou descrit pel paleontòleg estatunidenc Joseph Leidy a partir de dues dents premolars superiors i una dent molar inferior.